# سوکورادی (ناحیه ملادا بولسلاف)
سوکورادی (به چکی: Sukorady) یک منطقهٔ مسکونی در جمهوری چک است که در ناحیه ملادا بولسلاو واقع شده‌است. سوکورادی ۵٫۴ کیلومتر مربع مساحت و ۳۶۵ نفر جمعیت دارد و ۲۲۲ متر بالاتر از سطح دریا واقع شده‌است.